# 社村 (鳥取県八頭郡)
社村（やしろそん）は、鳥取県八頭郡にあった自治体である。1896年（明治29年）3月31日までは智頭郡に属した。

## 概要
現在の鳥取市用瀬町金屋・用瀬町樟原（くぬぎわら）・用瀬町川中・用瀬町宮原（みやばら）・用瀬町安蔵（あぞう）・用瀬町江波・用瀬町屋住（やずみ）・用瀬町家奥・用瀬町古用瀬（ふるもちがせ）に相当する。千代川中流域、および支流の安蔵川流域に位置し、東には弘法大師が滝で身を清めたと伝えられる洗足山（標高736m）がそびえる。
村名は江波を除く8ヶ村の氏神犬山神社の「社」にちなむ。
藩政時代には鳥取藩領の智頭郡用瀬郷（もちがせのごう）に属する金屋村・樟原村・川中村・宮原村・安蔵村・江波村・屋住村・家奥村・古用瀬村があった。
古用瀬は戦国時代末期に因幡を領有していた山名氏の家臣である用瀬氏が領有し松茸尾城（古用瀬城）城主となっていたが、景石城主磯部兵部大輔の攻略により城を落とされ滅亡した。また大字用瀬は古用瀬の出村で、松茸尾城主用瀬備前守入道の一族である用瀬左衛門尉（武士を捨てて原と改名）の3世、茂兵衛が新居を構えた地名を用瀬氏になぞらえて用瀬とし、旧用瀬を古用瀬と改名したとされる。

## 沿革
- 1881年（明治14年）9月12日 - 鳥取県再置。
- 1883年（明治16年）3月 - 用瀬宿（後の用瀬村大字用瀬）に置かれた連合戸長役場の管轄区域となる[4]。
- 1889年（明治22年）10月1日 - 町村制の施行により、金屋村・樟原村・川中村・宮原村・安蔵村・江波村・屋住村・家奥村・古用瀬村が合併して村制施行し、智頭郡社村が発足。旧村名を継承した9大字を編成。用瀬村との組合役場を同村大字用瀬宿に設置[2][5]。
- 1892年（明治25年）3月 - 社村が組合村を分離[2]。
- 1896年（明治29年）4月1日 - 郡制の施行により、八上郡・八東郡・智頭郡の区域をもって八頭郡が発足し、八頭郡社村となる。
- 1915年（大正4年）1月1日 - 「社村大字◯◯村」から大字の「村」を削除し、「社村大字◯◯」と改称[6]。
- 1932年（昭和7年）7月21日 - 役場位置を大字樟原310番地に変更[7]。
- 1955年（昭和30年）3月31日 - 大村、用瀬町（初代）と合併し、改めて用瀬町（2代）が発足。同日社村廃止[8]。

## 行政

### 組合村分離
町村制の施行で町村再編成が行われる際、それまでの戸長役場の管轄区域から有力な町村は独立させ、貧弱な町村は組合村とすることとなった。用瀬宿外13ヶ村連合戸長役場管轄区域では大村（鷹狩村・赤波村・美成村）が独立したため、当村と用瀬村（用瀬宿・別府村）が組合村となった。しかし1892年（明治25年）3月3日に「組合役場分離ニ付建議」が組合議員から提出され、社村は当初から分離を希求しており郡長が諮問会を開いたときは独立を申し出たものの聞き入れられず組合村になったとしている。当時の郡長の権限が大きく、住民の意志に反した取り扱いが県内のあちこちであった。その後、両村分離に掛かる予算や財産分けなどの話し合いが出来たことで県に申請の結果、「発乙第620号」により許可され同月中に分離、用瀬村社村組合役場を解散した。

### 役場
分離後に新たな役場は古用瀬に置かれたが、1932年（昭和7年）樟原に移転した。1955年（同30年）に合併により役場廃止、1957年（同32年）に旧役場を増築して社保育所となり1973年（同48年）まで使用された。

### 歴代村長
| 氏名       | 就任年月日                 | 退任年月日                | 地区         | 備考               |
| ---------- | -------------------------- | ------------------------- | ------------ | ------------------ |
| 橋本忠太郎 | 1892年（明治25年）7月      | 1896年（明治29年）6月     |              |                    |
| 保本亀蔵   | 1896年（明治29年）8月      | 1899年（明治32年）12月    | 安蔵         |                    |
| 井上常蔵   | 1900年（明治33年）5月      | 1912年（大正元年）11月    | 安蔵         |                    |
| 前田安太郎 | 1912年（大正元年）11月22日 | 1919年（大正8年）6月      | 川中         |                    |
| 山本千代蔵 | 1919年（大正8年）8月6日    | 1937年（昭和12年）8月30日 | 樟原         |                    |
| 保本東一   | 1937年（昭和12年）9月8日   | 1941年（昭和16年）9月7日  | 安蔵         |                    |
| 山本隆一   | 1941年（昭和16年）9月11日  | 1945年（昭和20年）9月10日 | 樟原         |                    |
| 永田亀吉   | 1945年（昭和20年）9月11日  | 1946年（昭和21年）9月10日 | 安蔵（松原） |                    |
| 加賀田寿一 | 1947年（昭和22年）4月5日   | 1952年（昭和27年）2月21日 | 金屋         |                    |
| 永田亀吉   | 1952年（昭和27年）2月23日  | 1955年（昭和30年）3月30日 | 安蔵（松原） | 後に用瀬町長に就任 |
| 参考文献 - |                            |                           |              |                    |

## 教育
- 社村立社小学校：現在は統合により鳥取市立用瀬小学校[3]。
- 社村立社中学校：後に鳥取市立用瀬中学校となり、現在は統合により鳥取市立千代南中学校[3]。

## 交通

### 鉄道
- 因美線：因幡社駅